# Caraiboscia christiani
Caraiboscia christiani är en kräftdjursart som beskrevs av Klaus Ulrich Leistikow 200. Caraiboscia christiani ingår i släktet Caraiboscia och familjen Philosciidae. Inga underarter finns listade i Catalogue of Life.